# Vittorio De Seta
Vittorio De Seta (Palermo, 1923. október 15. – Calabria, 2011. november 28.) olasz filmrendező, forgatókönyvíró.

## Életpályája és munkássága
Rómában építészetet tanult, majd a Filmművészeti Főiskola növendéke lett. 1954–1969 között 10 kisfilmet készített.
Először a francia Jean-Paul Le Chanois mellett dolgozott mint segédrendező. Pályafutását dokumentumfilmesként kezdte. Főként Dél-Olaszország sajátos problémái foglalkoztatták. A Szardínia szigetén forgatott Orgosolói pásztorok (1958) című dokumentumfilmjét később az eredeti amatőr szereplőkkel játékfilmként is feldolgozta (Banditák; 1961). Ez nemzetközi hírnevet biztosított számára. Kevésbé sikerült alkotása, az Egy félember (1966) érdeklődési területétől idegen, divatos lélekelemző polgári dráma.

## Filmjei

### Filmrendezőként
- Surfarara (1955)
- Arany parabola (Parabola d'oro) (1955) (forgatókönyvíró és operatőr is)
- A tűz szigete (Isole di fuoco) (1955) (forgatókönyvíró, operatőr és filmproducer is)
- Húsvét Szicíliában (Pasqua in Sicilia) (1956) (operatőr is)
- A tenger "parasztjai" (Contadini del mare) (1956) (forgatókönyvíró és operatőr is)
- Egy nap Barbagiában (Un giorno in Barbagia) (1958) (forgatókönyvíró, operatőr és filmproducer is)
- Orgosolói pásztorok (Pastori di Orgosolo) (1958) (operatőr is)
- A feledékenyek (I dimenticati) (1959) (forgatókönyvíró, operatőr és filmproducer is)
- Banditák (1961) (forgatókönyvíró is)
- Egy félember (Un uomo a metà) (1966) (forgatókönyvíró és filmproducer is)
- A meghívott (L'invitata) (1969) (forgatókönyvíró is)
- Quando la scuola cambia (1979–1980) (forgatókönyvíró is)
- Levelek a Szaharából (2006) (forgatókönyvíró is)

### Forgatókönyvíróként
- A bűvös falu (Village magique) (1955)

## Díjai
- a cannes-i filmfesztivál Legjobb dokumentumfilmje (1955) A tűz szigete
- David di Donatello-díj (1957)
- a Velencei Nemzetközi Filmfesztivál legjobb elsőfilmes díja (1961) Banditák
- Ezüst Szalag díj a legjobb operatőrnek (1962) Banditák

## Fordítás
- Ez a szócikk részben vagy egészben  a   Vittorio De Seta című angol Wikipédia-szócikk ezen változatának fordításán alapul.  Az eredeti cikk szerkesztőit annak laptörténete sorolja fel. Ez a jelzés csupán a megfogalmazás eredetét és a szerzői jogokat jelzi, nem szolgál a cikkben szereplő információk forrásmegjelöléseként.